# Буракумин
Буракумины (яп. 部落民 Буракумин) — одно из японских меньшинств, состоящее из потомков касты «нечистых».
Буракумины — потомки особой средневековой касты «эта» (яп. 穢多), члены которой традиционно занимались забоем скота, выделкой кож, уборкой мусора и другими грязными работами. Поскольку эти занятия по представлениям того времени считались «нечистыми», все принадлежавшие к касте «буракуминов» должны были проживать отдельно от остальных жителей Японии в предназначенных специально для этого местах; им было запрещено вступать в брак с представителями иных сословий. Несмотря на то, что кастовая система в Японии была отменена ещё в 1871 году, даже в XXI веке буракумины по-прежнему подвергаются дискриминации в японском обществе.

## Численность
Согласно исследованию японского правительства 1993 года, в Японии существовало 4533 поселения, 298 385 домохозяйств и проживало 892 751 буракуминов, в основном в западной Японии. Три четверти этих поселений находятся в сельской местности. По информации Лиги освобождения буракуминов, в Японии их проживает 3 миллиона человек.

## Происхождение
В Японии в период Токугава лица определённых профессий (мясники, мусорщики, кожевенники, скоморохи) считались «нечистыми». Буракумины вместе с хинин находились на самой нижней ступени социальной системы феодальной Японии. Они должны были жить в особых поселениях и районах крупных городов, носить особую одежду. При встрече с любым человеком не из их касты они должны были снимать головной убор.

## Современное положение
В попытке модернизировать Японию правительство Мэйдзи в 1871 году отменило кастовую систему. Однако предрассудки по отношению к потомкам буракуминов оказались очень живучими и их дискриминация в значительной степени сохранилась до наших дней. Жёсткая система регистрации места проживания каждого японца и членов его семьи позволяет быстро определить не только места проживания отдельного человека, но и всех его родственников и даже предков. А это означает, что лица, желающие вступить в брак или устроиться на работу, не могут скрыть свою принадлежность к касте «буракуминов».
В современной Японии широко распространены смешанные браки между буракуминами и не-буракуминами. В восточной части Японии многие не знают о дискриминации или воспринимают её как архаизм.
В то же время, в западной части Японии неявная дискриминация сохраняется. Родители из консервативных семей проверяют женихов и невест своих детей на принадлежность к буракуминам (вопреки тому, что такая проверка является незаконной и запрещена) и делают всё, чтобы такие браки не состоялись. Буракуминов стараются не принимать на работу в крупные компании. Известен инцидент, когда премьер-министр Таро Асо на закрытом партийном заседании потребовал сделать всё, чтобы не позволить видному партийному деятелю Хирому Нонака, буракумину по происхождению, стать новым премьер-министром.
Буракумины составляют больше половины современных якудза.